# Cruciglanis pacifici
Cruciglanis pacifici is een straalvinnige vissensoort uit de familie van de antennemeervallen (Pseudopimelodidae). De wetenschappelijke naam van de soort is voor het eerst geldig gepubliceerd in 2006 door Ortega-Lara & Lehmann A..